# Departamentul Artigas
Departamentul Artigas este cel mai nordic departament al Uruguayului, situat în regiunea nord-vestică. Capitala sa este orașul Artigas, care se învecinează cu orașul brazilian Quaraí. Departamentul Artigas are o suprafață de 11.928 de kilometri pătrați, fiind al cincilea cel mai mare din țară. Are o populație de 73.378 de locuitori, conform recensământului din 2011.
Se învecinează la nord și est cu Brazilia, de care este separată de râul Cuareim. La sud, departamentul Artigas se învecinează cu departamentul Salto, iar la vest cu Argentina, de care este separată prin râul Uruguay. Artigas este singurul departament uruguayan care se învecinează cu alte două țări.
Departamentul și capitala sa poartă numele lui José Gervasio Artigas (1764-1850), liderul Orientales (locuitori ai Banda Oriental, malul de est al râului Uruguay) în timpul războaielor de independență ale Uruguayului.

## Istorie
Departamentul Artigas a fost creat prin lege la 1 octombrie 1884, pe teritoriul care a aparținut anterior departamentului Salto; la această dată Villa de San Eugenio a fost desemnată drept capitală, care în 1915 a trecut la categoria de oraș cu numele de Artigas, capitala departamentului cu același nume al eroului național al Uruguayului José Gervasio Artigas. 
Orașul Artigas a fost fondat pe 12 septembrie 1852 de către Don Carlos Catala, alegând drept cel mai bun loc aflat pe malurile râului Cuareim, vizavi de Vila San Juan Bautista aflat de cealaltă parte a râului, care pe atunci a fost o așezare militară transformat în ce este astăzi orașul Quaraí.
1. ↑  Ley N° 1757. DIVISION ADMINISTRATIVA. DEPARTAMENTO DE ARTIGAS. DEPARTAMENTO DE RIVERA. CREACION (în spaniolă), Dirección Nacional de Impresiones y Publicaciones Oficiales[*], accesat în 23 iulie 2020